# 長鬚後鰭花鰍
長鬚後鰭花鰍為輻鰭魚綱鯉形目鰍科的其中一種，為亞熱帶淡水魚，分布於亞洲中國浙江省曹娥江流域，棲息在底層水域，生活習性不明。

## 扩展阅读
維基物種上的相關：長鬚後鰭花鰍